# ロスコスモス
ロスコスモス（露: Государственная корпорация по космической деятельности "Роскосмос"、英: Roscosmos State Corporation for Space Activities）は、ロシア連邦における宇宙開発全般を担当する国営企業である。本部はモスクワ付近の町、スターシティに存在する。
ロスコスモス社の形態となったのは2016年からであり、元々はロシアの宇宙科学、航空工学などを担当していた宇宙開発機関のロシア連邦宇宙局（通称は同じくロスコスモス）と、ロシアの民間宇宙企業を統合して設立された国営企業統一ロケット・宇宙会社 (ORKK) に端を発している。 人類初の人工衛星や有人宇宙飛行を成し遂げたソビエト連邦の宇宙開発を継承する組織である。

## 概要

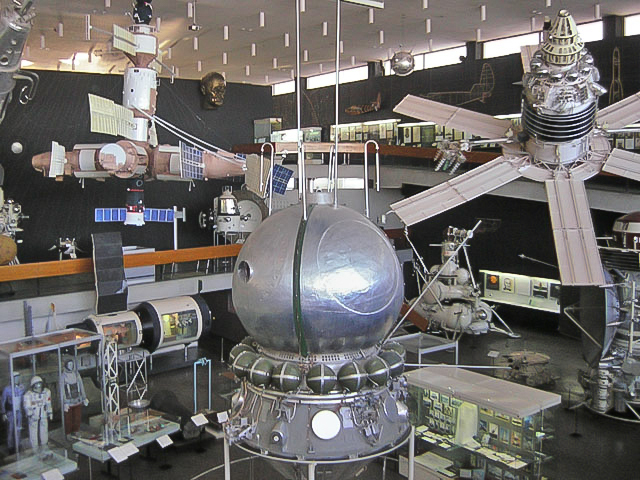
ソ連の宇宙開発を伝える展示物。こうした技術はロスコスモスに受け継がれた。

ソビエト連邦の崩壊に伴い、1992年2月25日、エリツィン大統領の政令によってロシア宇宙庁が新たに設立された。これにより、ロシア連邦はソビエト時代の宇宙開発技術・設備を継承することとなった。1999年にはロシア航空宇宙局に改組。2004年3月にロシア連邦宇宙局となった。
宇宙庁の成立以後、宇宙ステーションミールの運営、国際宇宙ステーション計画への参加、ソユーズ、プログレス宇宙船の開発と運用、アンガラロケットの開発、月・火星・金星探査機の開発、科学観測などを行っている。2011年のスペースシャトルの退役後は、一時的に世界の有人宇宙事業を独占した状態になるなど、宇宙開発の分野において大きな影響力を示している。
一方で、ソ連崩壊直後の混乱、ならびに1998年のロシア財政危機や2007年の世界金融危機での予算削減により、熟練技術者の流出や新規技術者の育成が行えなかったことから、2000年代後半以降たびたびトラブルに見舞われている。
2015年1月、ロシア政府はロシア連邦宇宙局と2014年にロシアの民間宇宙企業を統合する形で発足させた国営企業統一ロケット・宇宙会社を統合し、国営ロスコスモス社を発足させることを発表した。省庁の企業化としては過去にも原子力分野におけるロスアトム社の成功例があり、トラブルが続く宇宙産業の立て直しが目的とされている。 統合案は同年中に承認され、2016年1月1日付でロシア連邦宇宙局は廃止され、ロスコスモス社が発足した。
2022年2月、ロシアによるウクライナ侵攻が始まると、欧米はロスコスモスを含む民間企業についても経済制裁の対象に加えた。3月12日、ドミトリー・ロゴジン社長は経済制裁により国際宇宙ステーションに向かう補給船の運用が阻害されれば、宇宙ステーションの軌道修正ができずに落下する恐れがあるとして制裁の解除を求める声明を発表した。その後、2024年以降に国際宇宙ステーション計画から離脱し、単独で宇宙ステーションを打ち上げ運用していくことを表明。6つのモジュールからなる新型ステーションの模型「ロス」（ROSS）を発表している。

## ロシアのロケット発射場
- ロスコスモス管轄
  - バイコヌール宇宙基地 - カザフスタン領内にある。
  - プレセツク宇宙基地 - 航空宇宙軍の主要な発射場でもある。
  - ボストチヌイ宇宙基地 - 2007年に閉鎖されたスヴォボードヌイ宇宙基地の跡地に建設された。2016年には初の打ち上げが行われている。
- ロシア航空宇宙軍管轄
  - ヤースヌイ宇宙基地
  - カプースチン・ヤール

## 過去の機構
連邦宇宙局長官
- 科学技術会議
- 参事会

次官（4人）
- 操縦プログラム局
- 自動宇宙複合体・統制システム局
- プログラム実現・会計登録保障局
- 宇宙活動組織総合統制局
- 戦闘ロケット機材局
- 総務局
- 国際協力局
- 地上宇宙インフラ建設手段・協業関係局
- 人事・保安局

## 歴代宇宙局長官・ロスコスモスCEO
- ユーリー・コプテフ（英語版） 初代長官（1992年2月-2004年3月）
- アナトーリー・ペルミノフ（2004年3月 -2011年4月）
- ウラジーミル・ポポフキン（2011年4月 -2013年10月）
- オレグ・オスタペンコ（2013年10月10日 -2015年1月）
- イゴール・コマロフ（2015年1月 -2015年8月）
- アレクサンダー・イワノフ（2015年8月 -2018年5月）
- ドミトリー・ロゴージン (2018年5月 - 2022年7月)[11]
- ユーリ・ボリソフ (2022年7月 - )